# Oikocredit
Oikocredit es la marca comercial utilizada por Ecumenical Development Cooperative Society U.A., una cooperativa de crédito con sede en los Países Bajos y extendida por todo el mundo centrada en la banca ética y en la inversión de impacto.
Oikocredit ofrece créditos convencionales y microcréditos para el desarrollo de iniciativas productivas dirigidas a las personas desfavorecidas de los países con bajos ingresos del Sur. Asimismo, ofrece un producto de ahorro a través de la suscripción de aportaciones económicas a la entidad, que otorga un interés máximo del 2% anual.

## Sectores que financia

### Comercio justo
Oikocredit da soporte a organizaciones de comercio justo ofreciendo a los productores una gama de servicios que incluyen préstamos, líneas de crédito, capital y garantías. Oikocredit es una de las mayores fuentes de financiación del comercio justo. Habiendo sido, durante más de 20 años, miembro de la Asociación Internacional del Comercio Justo (WFTO, por sus siglas en inglés).

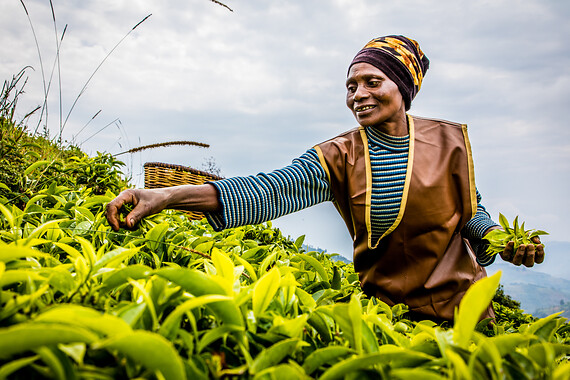

### Agricultura
Oikocredit financia organizaciones locales de microfinanzas en entornos rurales, así como organizaciones de productores, tales como cooperativas agrícolas que contribuyen al desarrollo de la economía y las comunidades locales. 

### Microfinanzas y economía real
Oikocredit financia proyectos de economía real en países del Sur a través de: 
- Microcréditos, junto con instituciones microfinancieras locales
- Créditos directos a pymes, especialmente cooperativas y en las áreas de agricultura y comercio justo
- Participación en el capital social de empresas que han demostrado un importante compromiso económico y social

### Energías renovables
Unidad de energía renovable
En 2014, Oikocredit estableció una unidad de energía renovable en Amersfoort, Países Bajos. En estrecha colaboración con la red de oficinas de Oikocredit en todo el mundo, la unidad de energía renovable identifica y desarrolla oportunidades de inversión en proyectos de energía renovable y renovable en países de bajos ingresos. La unidad proporciona financiamiento para proyectos de energía solar, eólica, pequeñas centrales hidroeléctricas, biomasa y eficiencia energética.
La unidad de energía renovable es responsable de la creación y gestión de una cartera de deuda e inversiones de capital (de proyecto), que incluye inversiones en:
- Proyectos de infraestructura que proporcionan energía limpia a la red eléctrica. Un tamaño de inversión típico para estos proyectos es de US $ 5 a US $ 10 millones.
- Proyectos donde la electricidad (o calor) se genera en el lugar donde se usa. Aunque son pequeños cuando se miden en capacidad de potencia o desembolso de capital, tales proyectos contribuyen significativamente a la misión de Oikocredit cuando se miden en impactos ambientales y sociales. Un ejemplo de tal proyecto es un préstamo en moneda local (GHS) equivalente a US $ 500,000 para PEG África, cuyas subsidiarias proveen sistemas solares domésticos a hogares rurales y de bajos ingresos en una base de pago por uso.

Triple resultado final
La energía renovable contribuye a la triple línea de financiación de proyectos y organizaciones de Oikocredit que son financieramente sostenibles, crean un impacto social positivo para las personas de bajos ingresos y protegen el medioambiente.
Beneficios
Las inversiones en energías renovables tienen muchos beneficios tangibles, como la creación de empleo, la reducción en el uso de combustibles fósiles importados y la desaceleración del ritmo del cambio climático. Oikocredit está aplicando su experiencia obtenida en la promoción del impacto social positivo con nuestras organizaciones asociadas en microfinanzas y agricultura a sus inversiones en energía renovable.

## Cifras e impacto social
A 31 de marzo de 2024
| Activos totales                             | 1164,8 millones € |
| Financiación del desarrollo total pendiente | 1136,1 millones € |
| Número de organizaciones apoyadas           | 526               |

### Impacto social
La gestión del impacto social es una prioridad para Oikocredit. Oikocredit supervisa múltiples indicadores sociales para asegurar que los socios de microfinanzas lleguen a los colectivos adecuados y ofrezcan servicios que causen un cambio positivo en la vida de las personas.  
| Clientes alcanzados por los socios de inclusión financiera de Oikocredit | 42,2 millones |
| de los cuales mujeres                                                    | 87%           |
| de los cuales en zonas rurales                                           | 67%           |
| Agricultores alcanzados por los socios agrícolas de Oikocredit           | 2.59 millones |
| Energías renovables                                                      |               |
| Hogares con acceso a energía limpia                                      | 121 000       |
| CO2 evitado/disminuido (en toneladas)                                    | 674000        |